# Alvise Mocenico (dyplomata)
Alvise Mocenigo – wenecki dyplomata. Jego brat – również Alvise Mocenigo – był weneckim dożą w latach 1700-1709.
Alvise Mocenigo był weneckim ambasadorem w Londynie w latach 1701-1706. Z misji tej pozostawił wiele ciekawych relacji o dużej wartości historycznej.
W latach 1710–1714 był ambasadorem weneckim w Konstantynopolu.